# Gerda Lissack
Gerda Lissack (* 25. Mai 1904 in Berlin; † 21. Januar 1942 im Frauen-KZ Ravensbrück) war eine deutsche Grafikerin, Zeichnerin und Widerstandskämpferin.

## Biographie
Gerda Vera Lissack wurde am 25. Mai 1904 in eine jüdische Familie geboren. Ihre Eltern waren Ida Lissack, geb. Jablonski und der Zahnarzt Arthur Lissack, der am 26. Mai 1935 in Berlin gestorben ist. Ihre Mutter Ida, geboren am 8. März 1876 in Posen wurde am 18. Oktober 1941 mit dem Transport Nr. 1 von Berlin in das Ghetto Lodz in Polen deportiert und am 8. Mai 1942 im Vernichtungslager Kulmhof ermordet. Gerda Lissack besuchte in Berlin das Gymnasium und eine Privatschule. Sie war von Kindheit an gehbehindert, trug eine Beinprothese und ging hinkend. Ihre künstlerische Ausbildung beginnt sie im Juni 1933 an der Akademie der Künste in Antwerpen. 1934 kehrte sie nach Deutschland zurück, trat 1935 in die KPD ein und engagierte sich im Widerstand gegen die Nazis. Der 1936 mehr als zwei Jahre zurückliegende Auslandsaufenthalt war wohl der Anlass für ihre Inhaftierung am 24. Dezember 1936. Im vorangegangenen Strafprozess wurde sie zu drei Jahren Zuchthaus verurteilt.
Zwischenzeitlich nannte sich Gerda Lissack zur Tarnung auch Vera List. Als solche wurde sie am 24. Dezember 1936 in den „Judensaal“ des Frauen-KZ Moringen eingeliefert. Am 2. Juni 1937 wurde sie in das Polizeigefängnis in Berlin überstellt. Aus dem „Gedenkbuch für die Opfer der nationalsozialistischen Judenverfolgung“ geht hervor, dass Gerda Lissack im Mai 1939 in das Zuchthaus in Jauer, polnisch Jawor, gebracht und am 28. September 1940, in das Frauen-KZ Ravensbrück deportiert wurde. Am 21. Januar 1942 wurde sie dort ermordet, vermutlich im Rahmen der sogenannten Aktion T4.
Um 1936 begann die Zahl der inhaftierten Frauen in den deutschen Gefängnissen anzusteigen. Denn trotz des Terrors agierten deutsche Frauen weiter im Untergrund, viele nun motiviert durch den Ausbruch des Spanischen Bürgerkrieges. Unter jenen, die während der 1930er Jahre in das Frauenlager im niedersächsischen Moringen gebracht wurden, befanden sich Kommunistinnen und ehemalige Mitglieder des Reichstags, ebenso Einzelpersonen, die in kleinen Gruppen oder allein operierten, wie auch Gerda Lissack, die Flugblätter gegen die Nazis gestaltete und druckte. Ilse Gostynski alias Ilse Lipinski, eine junge Jüdin, die ihr dabei half, auf ihrer Druckerpresse Artikel zu drucken, die Hitler attackierten, wurde aus Versehen verhaftet. Die Gestapo hatte es auf ihre Zwillingsschwester Else abgesehen, die sich jedoch in Oslo befand, um dort Fluchtwege für jüdische Kinder zu organisieren. Ilse Gostynski wurde später wegen Mangels an Beweisen freigelassen, emigrierte vor Kriegsbeginn nach London und hat den Holocaust überlebt.
Im Juni 1937 wurde Lissack in das Frauengefängnis Barnimstraße in Berlin überstellt und im Juni 1938 mit zehn weiteren Angeklagten wegen „Vorbereitung eines hochverräterischen Unternehmens“ zu drei Jahren Zuchthaus verurteilt. Zur selben Zeit wie Gerda Lissack war die Jüdin Gabriele Herz († 1957 in NY), die Ehefrau des ehemaligen Direktors des Ullsteinverlags, im KZ in Moringen. Gabriele Herz berichtet, dass Gerda Lissack viele Insassen des KZs porträtiert habe. Dass auch das nicht gefahrlos möglich war, wird in einem Disput zwischen Vera List (Gerda Lissack) und einer Aufseherin deutlich, den Gabriele Herz in ihrem Buch wie folgt beschreibt:
„Die Porträtzeichnungen gingen eine ganze Weile ohne Probleme weiter. Plötzlich änderten sich die Dinge. Wir konnten uns zunächst nicht erklären, warum es auf einmal schien, als würden unsere Türen jeden Moment aufgerissen, bis eines Tages Frau Hobrecht auftauchte und uns in ihrer gewohnten Art anblaffte: „Wer zeichnet die Frauen hier drin?” „Das bin ich“, antwortete Vera List. „Ich glaube nicht, dass ich gegen Regeln verstoße.“ „Ob Regeln gebrochen werden oder nicht, entscheiden wir und nicht du. Wie sind diese Zeichnungen entstanden?“ Vera blieb ruhig: „Ich habe die Frauen während des Hofgangs draußen gezeichnet.“ „Ich glaube dir nicht. In der Freistunde sehe ich dich kaum, und außerdem kannst du wegen deinem Bein nicht richtig laufen.“ Dieser Hinweis auf ihre Behinderung traf Vera dort, wo es sie am meisten schmerzte. „Da ist eine Bank im Hof“, entgegnete sie abrupt. Die Matrone, verärgert und wütend, verließ uns, ohne ein weiteres Wort zu sagen. Am nächsten Tag war die Bank entfernt worden.“
Mitgefangene war auch Viktoria Hösl alias Dora Hösl (* 2. Juni 1902; † 1953), eine ehemalige Tabakarbeiterin, KPD-Abgeordnete im bayrischen Landtag und Widerstandskämpferin, die ebenfalls von Gerda Lissack porträtiert wurde. Dieses wohl einzig erhaltene künstlerische Dokument Lissacks hatte Dora Hösl ihrem 1923 geborenen Sohn Herbert zukommen lassen. Nur deshalb ist dieses Werk auch erhalten. Die anderen Werke, die Gerda Lissack während ihres vier Jahre dauernden KZ-Aufenthaltes schuf, sind verschollen oder wurden vernichtet. Dora Hösl wurde mehrmals verhaftet und im April 1945 aus dem Gefängnis Stadelheim in München entlassen. 1953 starb sie an den Folgen ihrer mehr als 7-jährigen Haft.

## Erhaltenes Werk
- Dora Hösl, Bleistift, 29 × 22 cm, 1937